# 达亚娜·布图利亚
达亚娜·布图利亚（1986年2月23日—）生于基金达，是一名塞尔维亚女子篮球运动员，场上位置是得分后卫。布图利亚在9岁时开始练习篮球，加入当地的一家俱乐部。14岁时，她首次离开家乡，加入一家位于贝尔格莱德的俱乐部。数年后，她加入Ušće俱乐部，成为职业选手。